# The Knightsbridge Residences
The Knightsbridge Residences est un gratte-ciel de 209 mètres construit en 2014 à Makati aux Philippines. 